# Liliana Fabisińska
Liliana Fabisińska (ur. 16 lutego 1971) – polska pisarka. Z wykształcenia jest dziennikarką, autorka sztuk teatralnych oraz książek dla dzieci i młodzieży.

## Życiorys
Studiowała w Polsce i RPA. Karierę dziennikarską rozpoczęła w czasopiśmie "Na Przełaj", później była m.in. redaktor naczelną "Filipinki" oraz reporterką „Pani Domu”. Autorka serii książek dla młodzieży, np. Amor z Ulicy Rozkosznej oraz serii dla nastolatek, pt. Bezsennik, czyli o czym dziewczyny rozmawiają nocą, składającej się z piętnastu części. Seria opowiada o czterech przyjaciółkach, gimnazjalistkach, mających po trzynaście lat i mieszkających w Polsce.

## Wybrana twórczość
- Seria Bezsennik, czyli o czym dziewczyny rozmawiają nocą
- Amor z ulicy Rozkosznej
- Amor i porywacze duchów (2006)
- Arbuzowy sezon (2007)
- Seria Klinika pod Boliłapką:
  - Maksio ma kłopoty (2014)
  - Pierrota bolą kopytka (2014)
  - Muszka, która nie umie latać (2014)
  - Jeżynka nie chce się bawić (2014)
  - Hopek nie może jeść (2014)
  - Fryga źle się czuje (2015)
  - Rozetka rodzi szczeniaczki (2015)
  - Toffi ma katar (2015)
  - Gucio gubi futerko (2015)
  - Kropeczka znajduje dom (2015)
  - Lawa w tarapatach (2015)
- Skrzynia piratów (2014)
- Z jednej gliny (2014)
- Córeczka (2015)
- Śnieżynki (2015)
- Sanatorium pod Zegarem (2016)
- Weranda na Czarcim Cyplu (2016)
- Zielarnia nad Sekwaną (2017)